# Great Lakes Council
Great Lakes Council var en kommun i Australien. Den låg i delstaten New South Wales, i den sydöstra delen av landet, omkring 180 kilometer nordost om delstatshuvudstaden Sydney.
Kommunen upphörde den 12 maj 2016 då den slogs samman med Gloucester Shire och Greater Taree för att bilda det nya självstyresområdet Mid-Coast Council.
Följande samhällen ingick i Great Lakes Council:
- Forster
- Bulahdelah
- Nabiac
- Hawks Nest
- Stroud
- Coolongolook
- Darawank
- Pindimar
- Bungwahl

I övrigt fanns följande i Great Lakes:
- Stränder:
  - Shelly Beach (en strand
- Berg:
  - Bulahdelah Mountain (ett berg)